# Kostel Narození Panny Marie (Jabkenice)
Kostel Narození Panny Marie v Jabkenicích v okrese Mladá Boleslav je raně gotická cihlová sakrální stavba. Stojí v jižní části návsi a je obklopen hřbitovem  obehnaným nízkou zídkou. Od roku 1967 je kostel chráněn jako kulturní památka ČR.

## Historie

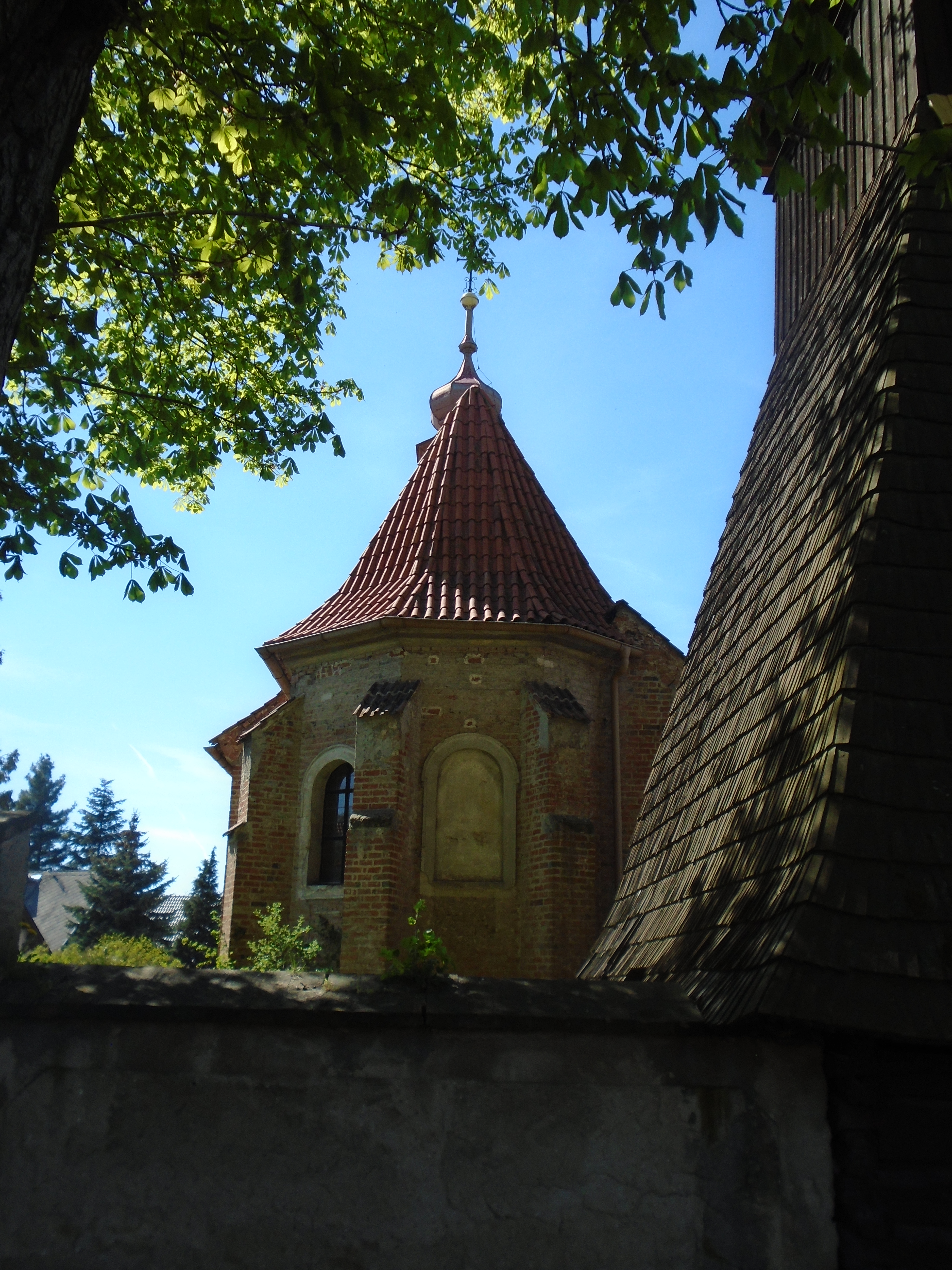
Závěr presbytáře a dřevěná zvonice

Kostel pochází z přelomu 13. a 14. století a dochoval se do 21. století prakticky v původní podobě.
Do roku 1427 byl kostel farní, k roku 1359 se v Jabkenicích připomínal farář Jakub Matějů z Úval. Za husitských válek byl kostel kališnický, od reformace byl součástí dobrovické farnosti, od roku 1735 příslušel k farnosti Rejšice.
V období baroka byla jen přistavěna předsíň a okna dostala nový tvar s půlkruhovými oblouky.
Duchovní správci kostela jsou uvedeni na stránce: Římskokatolická farnost Rejšice.

## Architektura
Stavba je obdélná, jednolodní, bez architektonického členění. Okna mají půlkruhový záklenek. Předsíň je barokní. Průčelí vrcholí zděným štítem. Presbytář s opěráky je polygonálně uzavřený, vyztužený nárožními opěráky. Na severní straně navazující sakristie si uchovala hrotité okno s jednoduchou kružbou. Klenba v presbytáři je žebrová, v sakristii valená. Loď má plochý strop.

## Vybavení
Uvnitř je raně barokní rozvilinový rámový oltář se sochou Madony a dvěma klečícími anděly. Patronátní řezaná lavice s monogramem AW pochází z roku 1759.

## Okolí
Východně od kostela se nachází zvonice z 15. století. Jedná se o jednu z nejstarších dochovaných zvonic v České republice. Má čtvercový půdorys. V dolní části je roubená, ukončená pulty pokrytými šindelem, v horní části (v patře) je bedněná.